# Madrisagruppe

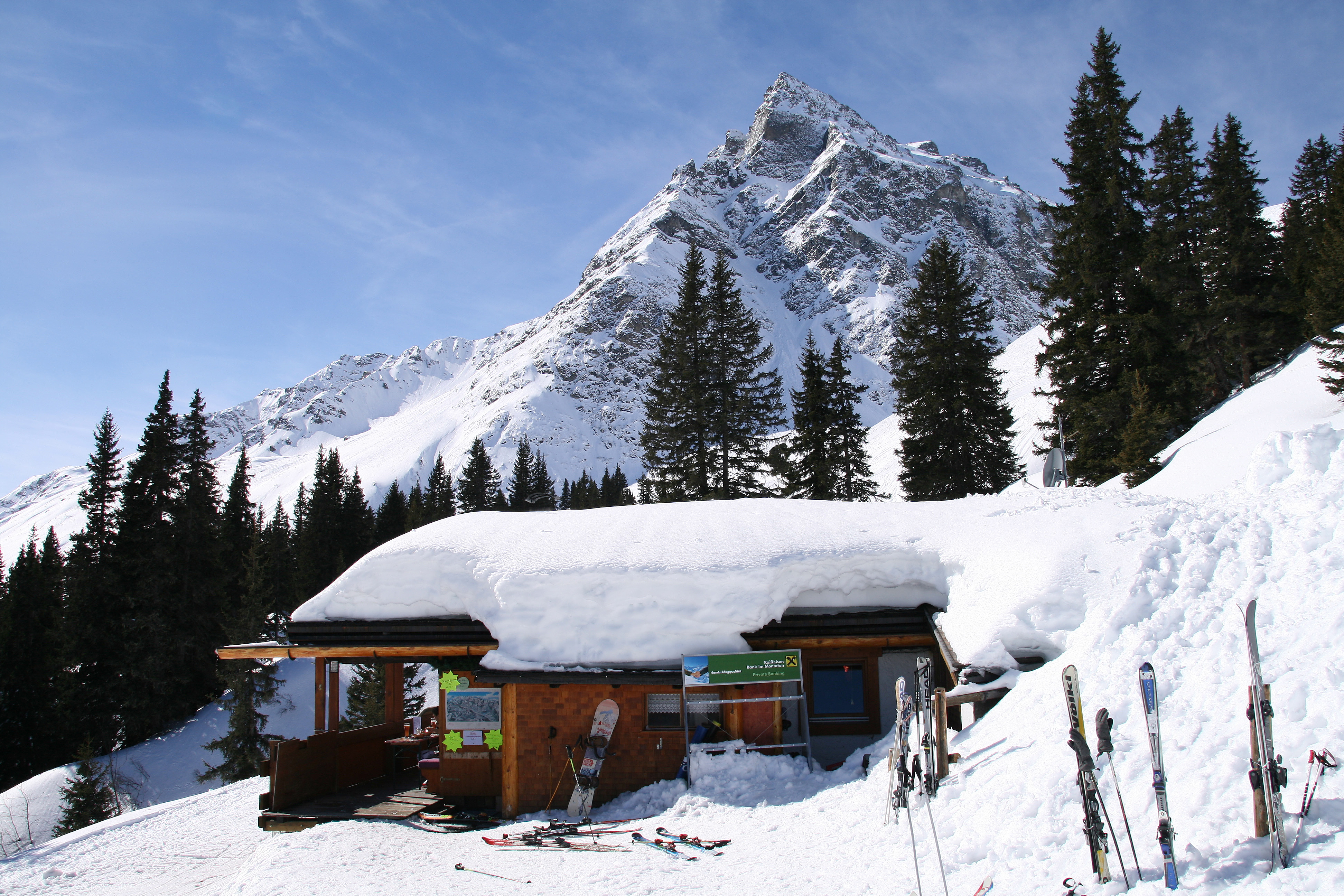
Madrisa von der Oberwaldhütte aus gesehen

Die Madrisagruppe ist eine Gipfelgruppe im Rätikon, an deren Südhängen sich das Skigebiet Madrisa erstreckt. Mit 2826 Metern höchster Punkt der Madrisagruppe ist das Madrisahorn. Das Skigebiet reicht von 1120 Metern an der Talstation in Klosters-Dorf bis auf 2618 Meter am Rätschenjoch. 
Mittelpunkt des Skigebietes ist die Saaser Alp auf 1887 Metern Höhe, die seit 1965 durch die Madrisabahn – bis 2005 eine Anlage nach dem System Bell/Wallmannsberger – erschlossen wird. Neben der Zubringerbahn besteht das Gebiet heute noch aus zwei Sesselliften und einem Schlepplift. Daneben gibt es eine 8,5 Kilometer lange Schlittenbahn. 